# Croissy-sur-Seine
Croissy-sur-Seine là một xã thuộc tỉnh Yvelines, trong vùng Île-de-France.
Các xã giáp ranh gồm: Chatou về phía bắc, Rueil-Malmaison, Bougival về phía nam, Louveciennes và Le Port-Marly về phía tây nam, Le Pecq về phía tây bắc và Le Vésinet về phía bắc.

## Biến động dân số
| 1793 | 1800 | 1806 | 1821 | 1831 | 1836 | 1841 | 1846 | 1851 |
| ---- | ---- | ---- | ---- | ---- | ---- | ---- | ---- | ---- |
| 357  | 455  | 546  | 485  | 510  | 542  | 535  | 553  | 612  |

| 1856 | 1861 | 1866  | 1872  | 1876  | 1881  | 1886  | 1891  | 1896  |
| ---- | ---- | ----- | ----- | ----- | ----- | ----- | ----- | ----- |
| 664  | 906  | 1 200 | 1 804 | 1 492 | 1 650 | 1 954 | 1 829 | 1 990 |

| 1901  | 1906  | 1911  | 1921  | 1926  | 1931  | 1936  | 1946  | 1954  |
| ----- | ----- | ----- | ----- | ----- | ----- | ----- | ----- | ----- |
| 2 239 | 2 374 | 2 636 | 2 798 | 3 206 | 3 705 | 3 817 | 4 005 | 4 576 |

| 1962                                         | 1968  | 1975  | 1982  | 1990  | 1999  | - | - | - |
| -------------------------------------------- | ----- | ----- | ----- | ----- | ----- | - | - | - |
| 5 873                                        | 6 035 | 6 845 | 7 090 | 9 098 | 9 835 | - | - | - |
| Số liệu kể từ 1962 : dân số không tính trùng |       |       |       |       |       |   |   |   |

## Hành chính
| Danh sách các thị trưởng               |           |                  |      |         |
| Giai đoạn                              | Giai đoạn | Tên              | Đảng | Tư cách |
| mars 1987                              | 1996      | Alfred Callu     |      | -       |
| mars 1996                              | 2001      | Ricard           | UMP  | -       |
| tháng 3 năm 2001                       | 2014      | Jean-Roger Davin | UMP  | -       |
| Tất cả các dữ liệu trước đây không rõ. |           |                  |      |         |